# L'Excentrique
Pour les articles homonymes, voir Excentrique.

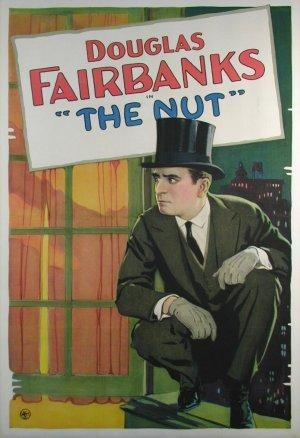
Affiche du film.

L'Excentrique (The Nut) est un film comique américain réalisé par Theodore Reed, sorti en 1921.
Le film, produit par Douglas Fairbanks, a été un échec relatif dans la carrière de l'acteur.

## Synopsis
Charlie (Fairbanks) aime une femme, Estrell (De La Motte), qui a une théorie selon laquelle si les gens riches accueillaient chaque jour un certain nombre d'enfants pauvres chez eux, l'environnement permettrait aux enfants de grandir correctement et de devenir de bons citoyens. Charlie organise une fête pour convaincre de riches personnalités de s’engager à cette cause, mais l'événement se termine de manière catastrophique. Charlie, qui passe la nuit au commissariat, rencontre un escroc se faisant passer pour un membre de la très influente famille Vanderbrook. Pour regagner les faveurs d'Estrell, Charlie organise une rencontre avec lui et d'autres fausses éminentes personnalités. Se rendant compte qu'il a été trompé, mais devant tenir une promesse qu'il a faite à Estrell, il organise une fausse rencontre entre sa dulcinée et des mannequins censés passer pour de vraies personnes. Mais Estell n'est pas dupe et s'indigne. Un authentique membre de la famille Vanderbrook travaillant comme journaliste enquête alors sur les rumeurs d’un homme trainant un corps aperçu dans la rue, qui s'avère être Charlie déplaçant un mannequin, permettant à Charlie de rencontrer enfin un vrai Vanderbrook. Pendant ce temps, Estrell est piégée par un homme qui tente d’abuser d’elle. Charlie a vent de ce drame et réussi à la sauver. Le film se termine quand Estrell accepte d’épouser Charlie.

## Fiche technique
- Réalisation : Theodore Reed
- Scénario : Douglas Fairbanks, William Parker et Lotta Woods, d'après une histoire de Kenneth Davenport
- Producteur : Douglas Fairbanks
- Photographie : William C. McGann, Harris Thorpe, Charles Warrington
- Production : Douglas Fairbanks Pictures
- Distributeur : United Artists
- Durée : 6 bobines[2]
- Date de sortie : USA 6 mars 1921

## Distribution

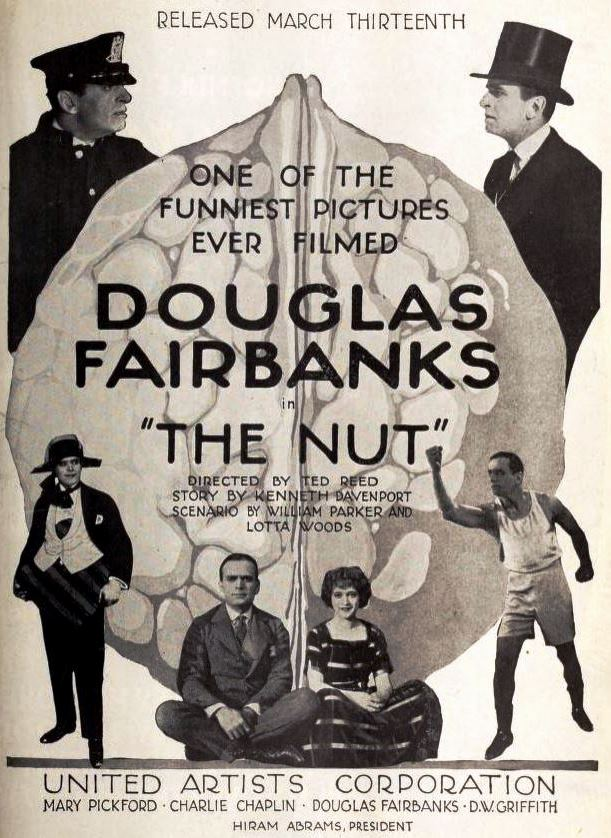
Affiche où sont mentionnés les noms de Pickford et Chaplin

- Douglas Fairbanks : Charlie Jackson
- Marguerite De La Motte : Estrell Wynn
- William Lowery : Philip Feeney
- Gerald Pring : Gentleman George
- Morris Hughes : Pernelius Vanderbrook Jr
- Barbara La Marr : Claudine Dupree
- Sidney De Gray

Frank Campeau, Jeanne Carpenter, Charlie Chaplin, Mary Pickford et Charles Stevens ne sont pas crédités dans le film, mais des annonces mentionnent les noms de Pickford et Chaplin.